# Нільс Скоґлунд
Нільс Скоґлунд (швед. Nils Skoglund, 15 серпня 1906 — 1 січня 1980) — шведський стрибун у воду.
Срібний медаліст Олімпійських Ігор 1920 року.